# Gerit Kling
Gerit Kling (Altenburg, 21 aprile 1965) è un'attrice, doppiatrice e modella tedesca.
È sorella maggiore dell'attrice Anja Kling.

## Biografia
Nel 2007, entra nel cast della serie televisiva Hamburg Distretto 21 (Notruf Hafenkante), dove interpreta il ruolo della Dott.ssa Jasmin Jonas.

## Filmografia

### Cinema
- Dobrodruzství na labi, regia di Thomas Kuschel - cortometraggio (1972)
- Der Bruch, regia di Frank Beyer (1989)
- Grüne Hochzeit, regia di Herrmann Zschoche (1989)
- Zwei schräge Vögel, regia di Erwin Stranka (1989)
- Der Streit um des Esels Schatten, regia di Walter Beck (1990)
- Das war der wilde Osten, regia di Wolfgang Büld e Reinhard Klooss (1992)
- Wer hat Angst vorm Weihnachtsmann?, regia di Annette Ernst - cortometraggio (1996)
- Zurück auf Los!, regia di Pierre Sanoussi-Bliss (2000)
- The Sea Wolf, regia di Mark Roper (2005)
- Barfuss, regia di Til Schweiger (2005)
- Wo ist Fred?, regia di Anno Saul (2006)
- Ohne Gnade!, regia di Birgit Stein (2013)
- Kaiserschmarrn, regia di Daniel Krauss (2013)

### Televisione
- Flug des Falken – miniserie TV, episodi 1x03-1x04 (1985)
- Der Staatsanwalt hat das Wort – serie TV, episodio 23x03 (1987)
- Der Geisterseher, regia di Rainer Bär – film TV (1988)
- Barfuß ins Bett – serie TV, 14 episodi (1988-1990)
- Aerolina – serie TV, 5 episodi (1991)
- Luv und Lee – serie TV, 7 episodi (1991)
- Schulz & Schulz – serie TV, episodio 1x03 (1992)
- Il medico di campagna (Der Landarzt) – serie TV, 4 episodi (1993)
- Immer wieder Sonntag – serie TV, 4 episodi (1993-1994)
- Fritze Bollmann will nicht angeln – serie TV, episodio 1x01 (1994)
- Elbflorenz – serie TV, 10 episodi (1994)
- Die Gerichtsreporterin – serie TV, 13 episodi (1994)
- Evelyn Hamann's Geschichten aus dem Leben – serie TV, episodio 1x16 (1994)
- Verliebte Feinde, regia di Bernd Böhlich – film TV (1995)
- Ein Bayer auf Rügen – serie TV, episodi 1x05-3x13 (1993-1995)
- Die Straßen von Berlin – serie TV, episodio 1x02 (1995)
- Ein herz für Laura, regia di Hartmut Griesmayr – film TV (1995)
- Mona M. - Mit den Waffen einer Frau – serie TV, episodio 1x07 (1996)
- Markus Merthin, medico delle donne (Frauenarzt Dr. Markus Merthin) – serie TV, episodio 2x02 (1997)
- Verschollen in Thailand – serie TV, episodio 1x01 (1997)
- Freiwild, regia di Wolfgang Dickmann e Dietmar Klein – film TV (1998)
- Schlosshotel Orth – serie TV, episodio 3x02 (1998)
- Fröhliche Chaoten, regia di Otto Retzer – film TV (1998)
- Ich bin kein Mann für eine Frau, regia di Michael Lähn – film TV (1999)
- Siska – serie TV, episodio 2x06 (1999)
- Rosamunde Pilcher – serie TV, episodio 1x30 (1999)
- Stefanie (Für alle Fälle Stefanie) – serial TV, episodi 3x27-6x02 (1997-2000)
- Wilder Kaiser – serie TV, episodio 1x04 (2001)
- Lady Cop (Die Kommissarin) – serie TV, episodio 4x07 (2001)
- Die Rettungsflieger – serie TV, 31 episodi (1997-2001)
- Soko 5113 (Soko München) – serie TV, episodio 20x06 (2001)
- In aller Freundschaft – serie TV, episodi 4x15-4x16 (2001)
- Im Namen des Gesetzes – serie TV, episodio 7x09 (2002)
- Stubbe - Von Fall zu Fall – serie TV, episodio 1x21 (2002)
- Offroad TV – serie TV, 13 episodi (2001-2002)
- Der Pfundskerl – serie TV, episodio 4x02 (2003)
- Nicht ohne meinen Anwalt – serie TV, 11 episodi (2003)
- Polizeiruf 110 – serie TV, episodi 21x06-32x06 (1991-2003)
- Körner und Köter – serie TV, episodio 1x01 (2003)
- Der Ferienarzt – serie TV, episodio 1x03 (2004)
- Tausendmal berührt, regia di Helmut Förnbacher – film TV (2004)
- Irren ist sexy, regia di Manfred Stelzer – film TV (2005)
- La nostra amica Robbie (Hallo Robbie!) – serie TV, episodio 4x06 (2005)
- M.E.T.R.O. - Ein Team auf Leben und Tod – serie TV, episodio 1x03 (2006)
- Charlotte Link: Die Täuschung, regia di Michael Steinke – film TV (2006)
- Unter weissen Segeln – serie TV, episodi 1x04-1x05-1x06 (2005-2006)
- Vier Meerjungfrauen II - Liebe à la carte, regia di Ulrich Zrenner – film TV (2006)
- Meine bezaubernde Feindin, regia di Oliver Dommenget – film TV (2006)
- Il nostro amico Kalle (Da kommt Kalle) – serie TV, episodio 1x12 (2006)
- L'ambizione di Eva (Die Masche mit der Liebe), regia di Thomas Nennstiel – film TV (2007)
- La nave dei sogni - Viaggio di nozze (Kreuzfahrt ins Glück) – serie TV, episodio 2x02 (2008)
- Il nostro amico Charly (Unser Charly) – serie TV, 5 episodi (1997-2008)
- Am Kap der Liebe - Unter der Sonne Uruguays, regia di Udo Witte – film TV (2009)
- Squadra Speciale Cobra 11 (Alarm für Cobra 11 - Die Autobahnpolizei) – serie TV, episodi 1x09-15x05 (1996-2009)
- Stankowskis Millionen, regia di Franziska Meyer Price – film TV (2011)
- La nave dei sogni (Das Traumschiff) – serie TV, 5 episodi (1999-2011)
- Squadra speciale Lipsia (SOKO Leipzig) – serie TV, episodio 17x14 (2016)
- Circle of Life (Familie Dr. Kleist) – serie TV, episodio 6x15 (2017)
- Kleine Sünden – serie TV, episodio 1x04 (2018)
- Ein starkes Team – serie TV, episodio 1x74 (2018)
- My Life (Rote Rosen) – serial TV, 200 episodi (2019)
- Inga Lindström – serie TV, episodio 20x03 (2023)
- Schule am Meer - Familienbande, regia di Stefan Bühling – film TV (2023)
- Hamburg Distretto 21 (Notruf Hafenkante) – serie TV, 374 episodi (2007–2023)

## Doppiaggio
- dal 2014: The Strain - serie televisiva

## Altri lavori
- 2004: Libro per bambini con audio CD  Unser großes Haus